# Megachile permunda
Megachile permunda är en biart som beskrevs av Cockerell 1912. Megachile permunda ingår i släktet tapetserarbin, och familjen buksamlarbin. Inga underarter finns listade i Catalogue of Life.